# Holwick
Holwick is een civil parish in het bestuurlijke gebied Durham, in het Engelse graafschap Durham.
Holwick ligt aan de rivier de Tees, niet ver van de beroemde watervallen High Force en Low Force. Vroeger werd er ook lood gewonnen en waren er steengroeves, maar tegenwoordig wordt de economie gedomineerd door de schapenhouderij. 